# Copa Presidente de la República 2010
La II Copa Presidente de la República o Copa Gloria fue la segunda edición del torneo amistoso de voleibol organizado por la Federación Peruana de Voleibol.
Se llevó a cabo del 29 de julio al 1 de agosto de 2010 en el Coliseo Miguel Grau del Callao, Perú. Las selecciones juveniles de Brasil y Perú representaron a la Confederación Sudamericana de Voleibol; mientras que las de República Dominicana y Trinidad y Tobago, a la NORCECA.

## Equipos participantes
- Brasil
- Perú
- República Dominicana
- [[Selección femenina de voleibol de |]]

## Primera fase

### Resultados
| Fecha    | Encuentro                                | Resultado | Set   | Set   | Set   | Set   | Set  | Puntuación total |
| Fecha    | Encuentro                                | Resultado | 1     | 2     | 3     | 4     | 5    | Puntuación total |
| -------- | ---------------------------------------- | --------- | ----- | ----- | ----- | ----- | ---- | ---------------- |
| 29-07-10 | Brasil - República Dominicana            | 3-0       | 25-14 | 25-16 | 25-19 |       |      | 75-49            |
| 29-07-10 | Perú - Trinidad y Tobago                 | 3-0       | 25-15 | 25-14 | 25-15 |       |      | 75-44            |
| 30-07-10 | República Dominicana - Trinidad y Tobago | 2-3       | 25-13 | 16-25 | 24-26 | 25-16 | 7-15 | 97-95            |
| 30-07-10 | Perú - Brasil                            | 1-3       | 25-18 | 11-25 | 22-25 | 13-25 |      | 71-93            |
| 31-07-10 | Brasil - Trinidad y Tobago               | 3-0       | 25-14 | 25-22 | 25-22 |       |      | 75-58            |
| 31-07-10 | Perú - República Dominicana              | 3-1       | 21-25 | 25-15 | 25-13 | 25-19 |      | 96-72            |

### Clasificación
| Pos | Equipo               | PJ | PG | PP | SF | SC | PTS |
| --- | -------------------- | -- | -- | -- | -- | -- | --- |
| 1   | Brasil               | 3  | 3  | 0  | 9  | 1  | 6   |
| 2   | Perú                 | 3  | 2  | 1  | 7  | 4  | 5   |
| 3   | Trinidad y Tobago    | 3  | 1  | 2  | 3  | 8  | 4   |
| 4   | República Dominicana | 3  | 0  | 3  | 3  | 9  | 3   |

## Fase final

### Tercer lugar
| Fecha    | Encuentro                                | Resultado | Set   | Set   | Set   | Set   | Set   | Puntuación total |
| Fecha    | Encuentro                                | Resultado | 1     | 2     | 3     | 4     | 5     | Puntuación total |
| -------- | ---------------------------------------- | --------- | ----- | ----- | ----- | ----- | ----- | ---------------- |
| 01-08-10 | Trinidad y Tobago - República Dominicana | 3-2       | 25-18 | 21-25 | 25-18 | 22-25 | 15-11 | 108-97           |

### Final
| Fecha    | Encuentro     | Resultado | Set   | Set   | Set   | Set | Set | Puntuación total |
| Fecha    | Encuentro     | Resultado | 1     | 2     | 3     | 4   | 5   | Puntuación total |
| -------- | ------------- | --------- | ----- | ----- | ----- | --- | --- | ---------------- |
| 01-08-10 | Brasil - Perú | 3-0       | 25-18 | 28-26 | 25-13 |     |     | 78-57            |

## Campeón
| Brasil           |
| Campeón          |
| Brasil 1º título |

## Clasificación general
| Pos | Equipo               |
| --- | -------------------- |
| 1   | Brasil               |
| 2   | Perú                 |
| 3   | Trinidad y Tobago    |
| 4   | República Dominicana |

## Sucesión
| Predecesor: Perú 2009 | Copa Presidente de la República II edición | Sucesor: No se ha anunciado |

- Datos: Q10260002